# القواعد (كشر)

تعديل مصدري - تعديل

القواعد هي إحدى قرى عزلة العبيسه+العبادلة بمديرية كشر التابعة لمحافظة حجة، بلغ تعداد سكانها 99 نسمة حسب تعداد اليمن لعام 2004.